# Tobipuranga belti
Espèce
Synonymes
- Chrysoprasis belti Bates, 1872[2]

Tobipuranga belti est une espèce de coléoptères de la famille des Cerambycidae. Elle est décrite par Bates en 1872.